# جورجي (لاعب كرة قدم)
جورجي ماركو دي أوليفيرا مورايس (بالبرتغالية: Jorge Marco de Oliveira Moraes) هو لاعب كرة قدم برازيلي، ولد في 28 مارس 1996 في ريو دي جانيرو في البرازيل. شارك مع منتخب البرازيل تحت 20 سنة لكرة القدم. أما مع النوادي، فقد لعب مع نادي فلامنغو.

## وصلات خارجية
- خورخي على موقع الاتحاد الدولي (مؤرشف)  (الإنجليزية)
- خورخي على موقع قاعدة بيانات كرة القدم.إي يو (الإنجليزية)
- خورخي على موقع ليكيب (الفرنسية)
- خورخي على موقع ناشيونال فوتبول تيمز (الإنجليزية)
- خورخي على موقع Soccerbase.com (لاعب) (الإنجليزية)
- خورخي على موقع Soccerway.com (الإنجليزية)